# Birinşi Lïga 2010
La Birinşi Lïga 2010 è stata la 16ª edizione della seconda serie del campionato kazako di calcio. 

## Stagione

### Novità
Al termine della stagione 2009, il Qairat e l'Aqjaıyq sono salite in Qazaqstan Prem'er Ligasy. Dalla Qazaqstan Prem'er Ligasy sono retrocesse Vostok Óskemen, Qazaqmıs, Qaisar e Qyzyljar. L'OSŞÏOSD ha cambiato nome in Laşın, mentre Aýjarıq e Twrkistan sono state estromesse dal campionato al termine della passata stagione.

### Formula
Le diciotto squadre si affrontano in un girone all'italiana con partite di andata e ritorno.

## Classifica
|  | Pos. | Squadra        | Pt | G  | V  | N | P  | GF | GS  | DR  |
|  | ---- | -------------- | -- | -- | -- | - | -- | -- | --- | --- |
|  | 1.   | Vostok Óskemen | 87 | 34 | 27 | 6 | 1  | 91 | 15  | +76 |
|  | 2.   | Qaisar         | 81 | 34 | 25 | 6 | 3  | 74 | 23  | +51 |
|  | 3.   | Sunqar         | 73 | 34 | 22 | 7 | 5  | 73 | 28  | +45 |
|  | 4.   | Spartak Semeı  | 64 | 34 | 19 | 7 | 8  | 68 | 40  | +28 |
|  | 5.   | Ile-Säulet     | 63 | 34 | 18 | 9 | 7  | 73 | 38  | +35 |
|  | 6.   | Cesna          | 59 | 34 | 18 | 5 | 11 | 56 | 34  | +22 |
|  | 7.   | Qazaqmıs       | 57 | 34 | 17 | 6 | 11 | 80 | 45  | +35 |
|  | 8.   | Ekibastuz      | 51 | 34 | 14 | 9 | 11 | 44 | 37  | +7  |
|  | 9.   | Aq Bulaq       | 51 | 34 | 14 | 9 | 11 | 48 | 39  | +9  |
|  | 10.  | Qyzyljar       | 46 | 34 | 14 | 4 | 16 | 44 | 57  | -13 |
|  | 11.  | Laşın          | 44 | 34 | 12 | 8 | 14 | 46 | 54  | -8  |
|  | 12.  | Aqtóbe-Jas     | 43 | 34 | 13 | 4 | 17 | 40 | 66  | -26 |
|  | 13.  | Gefest         | 38 | 34 | 12 | 2 | 20 | 52 | 83  | -31 |
|  | 14.  | Bolat          | 38 | 34 | 10 | 8 | 16 | 44 | 58  | -14 |
|  | 15.  | Astana 1964    | 31 | 34 | 9  | 4 | 21 | 41 | 75  | -34 |
|  | 16.  | Kaspıı         | 20 | 34 | 5  | 5 | 24 | 40 | 79  | -39 |
|  | 17.  | CSKA Almaty    | 18 | 34 | 5  | 3 | 26 | 32 | 76  | -44 |
|  | 18.  | Asbest         | 2  | 34 | 0  | 2 | 32 | 11 | 110 | -99 |

Legenda:
      Promossa in Qazaqstan Prem'er Ligasy 2011
      Retrocessa in Ekinşi Lïga 2011
Note:
Tre punti a vittoria, uno a pareggio, zero a sconfitta.